# Grabówno (gromada)
Grabówno – dawna gromada, czyli najmniejsza jednostka podziału terytorialnego Polskiej Rzeczypospolitej Ludowej w latach 1954–1972.
Gromady, z gromadzkimi radami narodowymi (GRN) jako organami władzy najniższego stopnia na wsi, funkcjonowały od reformy reorganizującej administrację wiejską przeprowadzonej jesienią 1954 do momentu ich zniesienia z dniem 1 stycznia 1973, tym samym wypierając organizację gminną w latach 1954–1972.
Gromadę Grabówno z siedzibą GRN w Grabównie utworzono – jako jedną z 8759 gromad na obszarze Polski – w powiecie wyrzyskim w woj. bydgoskim, na mocy uchwały nr 24/18 WRN w Bydgoszczy z dnia 5 października 1954. W skład jednostki weszły obszary dotychczasowych gromad Grabówno i Grabionna ze zniesionej gminy Miasteczko Kraińskie w tymże powiecie. Dla gromady ustalono 17 członków gromadzkiej rady narodowej.
10 kwietnia 1956 (z mocą obowiązującą wstecz od 29 lutego 1956) do gromady Grabówno włączono południowo-wschodnią część wsi Mościska o obszarze 131,85,30 ha z gromady Rudna w tymże powiecie.
Gromadę zniesiono 1 stycznia 1958, a jej obszar włączono do gromady Miasteczko Krajeńskie w tymże powiecie.